# Helmut Voitl
Helmut Voitl (* 1939 in Dresden) ist ein österreichischer Filmregisseur und Dokumentarfilmer.

## Leben
Helmut Voitl wuchs in Dresden auf. Die Familie flüchtete 1947 zurück nach Wien. Dort besuchte er die Höhere Technische Bundeslehranstalt für Elektrotechnik und Maschineningenieurwesen. Danach studierte er von 1957 bis 1960 Fotografie und Film an der Graphischen Lehr- und Versuchsanstalt in Wien.
Er ist seit den 1960er Jahren als Regisseur, Kameramann und Drehbuchautor tätig. Ab 1967 arbeitete Voitl für den ORF, danach auch für den ZDF, WDR und arte.
Seit 1973 entstehen die meisten seiner Werke in enger Zusammenarbeit mit seiner Lebensgefährtin Elisabeth Guggenberger.

## Filme (Auswahl)
- 1988: Im Namen des Fortschritts
- 1990: Die Ukraine
- 1994: Arktis Nordost
- 1998: Russlands Heiliger Kampf
- 2005: White Clouds Island